# Alta Garrotxa
L'Alta Garrotxa és un gran territori situat al Prepirineu oriental, que té la consideració de subcomarca. Es troba a cavall de les comarques de la Garrotxa, l'Alt Empordà i el Ripollès. És un lloc feréstec i d'orografia extremadament abrupta. Té uns 329 km².
S'hi han trobat restes d'assentaments humans que es remunten al Paleolític (cova del Bisbe). També hi ha restes romanes, com el castell de Falgars. Els benedictins hi van trobar refugi a Sant Aniol d'Aguja i a Sant Llorenç del Mont (o de Sous). A l'època comtal s'hi van construir prop de quaranta esglésies molt senzilles, entre les quals destaca Sant Cristòfol de Beget i Sant Feliu de Riu. La Primera Guerra remença va començar en aquestes terres. En la Tercera Guerra carlina, hi apareixen nombroses partides carlines (batalla del Toix). L'activitat econòmica principal n'era l'explotació del bosc per obtenir-ne carbó vegetal, fins a l'aparició del gas butà. A partir dels anys 60 pateix un fort procés de despoblament.

## L'Espai d'Interès Natural
L'Espai Natural Protegit de l'Alta Garrotxa va ser incorporat al PEIN pel Decret 328/1992, pel qual s'aprova el PEIN.
Aquest espai es declarà per primera vegada com a LIC l'any 1997 i com a Zona d'especial protecció per a les aus (ZEPA) l'any 2005; posteriorment, s'amplià com a espai Natura 2000 mitjançant l'acord del govern 112/2006, de 5 de setembre, que aprova la Xarxa Natura 2000 a Catalunya (DOGC 4735 de 6-10-2006).
Així mateix, pel Pla especial se'n realitzà la delimitació definitiva. Aquest pla complementa també el règim normatiu bàsic de protecció establert pel PEIN amb determinacions específiques per a aquest espai.
La seva gestió es realitza pel Consorci de l'Alta Garrotxa, una entitat creada el 15 de desembre del 2000, constituïda per a la protecció i la gestió de l'Espai d'Interès Natural de l'Alta Garrotxa. El consorci agrupa els 11 municipis que tenen superfície inclosa dins del Pla d'espais d'interès natural. El 2000, es va constituir el consorci per a la protecció i la gestió de l'Espai d'Interès Natural de l'Alta Garrotxa, amb seu a la rectoria de Sadernes, dins el municipi de Sales de Llierca.

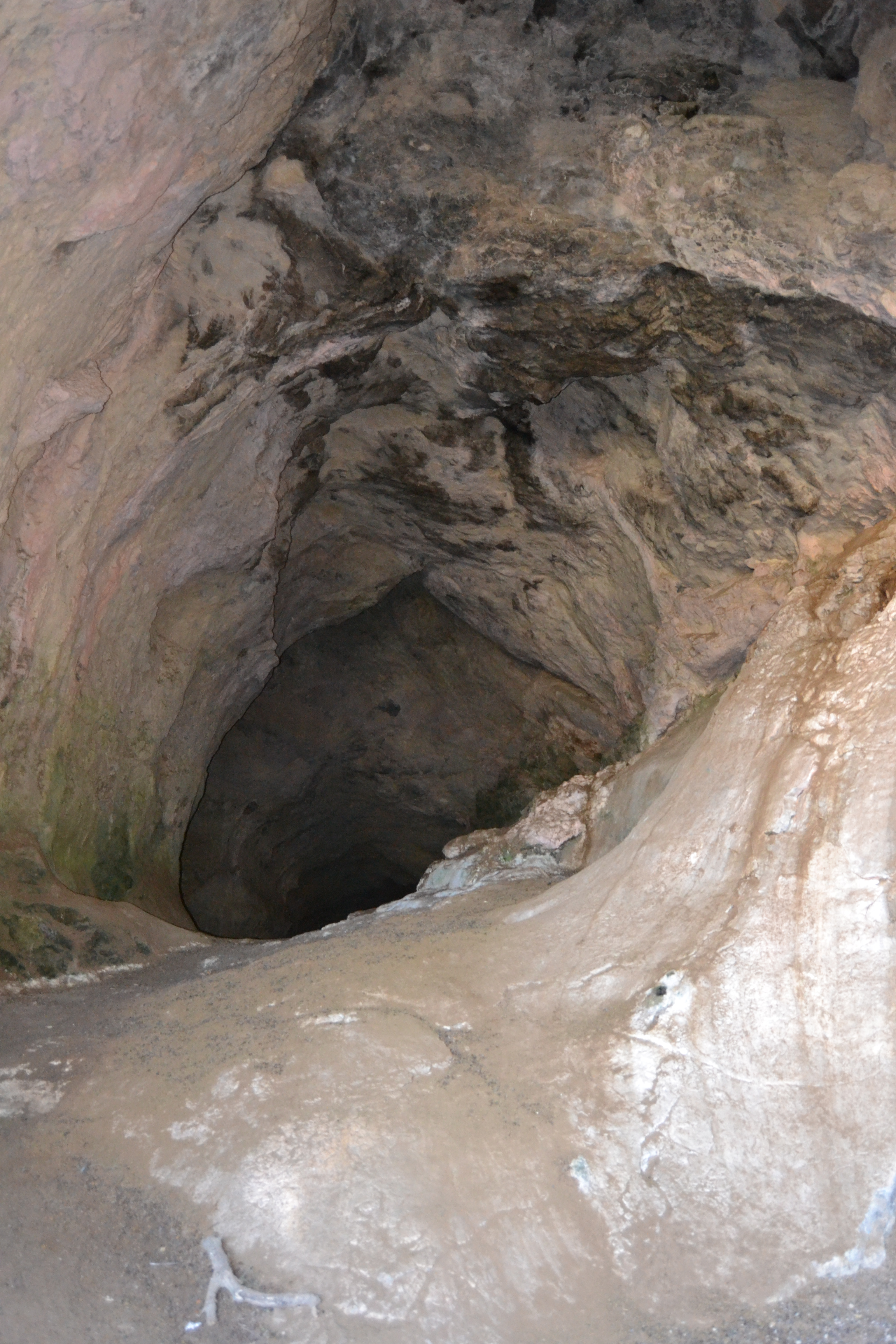
Interior de la cova del Bisbe

| EIN           | Superfície (ha) | Comarca     | Superfície (ha) | Municipi                | Superfície (ha) |
| ------------- | --------------- | ----------- | --------------- | ----------------------- | --------------- |
| Alta Garrotxa | 32.875,59 ha    | Alt Empordà | 10.233,76       | Albanyà                 | 8.862,90        |
|               |                 | Alt Empordà |                 | Cabanelles              | 400,66          |
|               |                 | Alt Empordà |                 | Maçanet de Cabrenys     | 467,43          |
|               |                 | Alt Empordà |                 | Sant Llorenç de la Muga | 496,67          |
|               |                 | Garrotxa    | 16.907,49       | Beuda                   | 1.420,05        |
|               |                 | Garrotxa    |                 | Montagut i Oix          | 7.843,81        |
|               |                 | Garrotxa    |                 | Sales de Llierca        | 2.823,67        |
|               |                 | Garrotxa    |                 | Sant Joan les Fonts     | 224,66          |
|               |                 | Garrotxa    |                 | Tortellà                | 356,68          |
|               |                 | Garrotxa    |                 | la Vall de Bianya       | 4.238,62        |
|               |                 | Ripollès    | 5.734,34        | Camprodon (Beget)       | 5.734,34        |

| Municipi                | Habitants |
| ----------------------- | --------- |
| Albanyà                 | 149       |
| Beuda                   | 161       |
| Cabanelles              | 237       |
| Camprodon               | 2.479     |
| Maçanet de Cabrenys     | 728       |
| Montagut i Oix          | 989       |
| Sales de Llierca        | 136       |
| Sant Joan les Fonts     | 2.831     |
| Sant Llorenç de la Muga | 222       |
| Tortellà                | 771       |
| Vall de Bianya, la      | 1.320     |
| Font: Idescat           |           |

## Medi físic
Des del punt de vista orogràfic, es tracta d'un espai amb una gran complexitat, format per les muntanyes septentrionals de la Garrotxa, l'extrem oriental del Ripollès i l'extrem occidental de l'Alt Empordà. L'espai se situa a l'entorn d'un conjunt de relleus calcaris, amb nombroses carenes i valls fluvials. A les valls més occidentals (Salarsa, Bolòs i del Bac), hi tenen força importància els vents de llevant marítims, que en determinen un clima humit de tendència atlàntica, semblant al de la propera vall de Camprodon. El conjunt orogràfic que presenta l'Alt Llierca, amb carenes trencades i fons de vall profunds i engorjats, constitueix una unitat paisatgística de primer ordre.
El relleu abrupte d'aquest territori està format bàsicament per materials calcaris -calcàries i margues-, on tenen una gran importància els fenòmens càrstics, que han provocat la formació de nombroses cavitats, coves i avencs, d'un interès excepcional.
Per la seva situació geogràfica, a l'extrem més oriental del Prepirineu català, hi ha el massís del castell de Bac Grillera. Aquest massís contrasta marcadament amb el paisatge muntanyenc del Pirineu oriental (al nord limita amb el massís de les Salines) i el de l'extrem nord-occidental de la plana empordanesa, sobre la qual davalla progressivament. El Bac Grillera és un massís de materials carbonatats, de relleu força trencat i amb forts pendents, que pot assolir els 1.000 m d'altitud. És una zona més seca i menys plujosa que les terres dels voltants, en especial a causa dels forts vents del nord, amb un predomini del caràcter mediterrani i submediterrani.

### Impactes i vulnerabilitat natural
Impactes: com a principal impacte, cal esmentar que l'obertura d'alguns vials a les zones de més risc geològic provoquen la degradació dels ecosistemes forestals. Alguns indrets molt localitzats, com ara la vall d'Ormoier i la del Llierca, la de la Muga, la del Bac i, especialment, les valls de Sadernes i Sant Aniol pateixen una certa sobrefreqüentació, fet que implica la pèrdua de qualitat dels sistemes naturals. Altres activitats que alteren el medi són les activitats extractives, concentrades en dues pedreres, així com algunes espècies introduïdes com el visó americà (Mustela vison).
Vulnerabilitat natural: alguns materials geològics tous pateixen processos d'erosió intensa. Altres indrets estan subjectes a determinats riscos geològics, amb moviments superficials i caigudes de blocs. D'altra banda, cal apuntar la fragilitat de determinades espècies de la flora i la fauna invertebrada cavernícola endèmiques, així com dels poblaments vegetals i faunístics extramediterranis.

## Fauna
Els diversos biòtops presents permeten la bona representació dels diferents grups faunístics (mamífers, ocells, rèptils, amfibis, peixos, lepidòpters, coleòpters), entre els quals cal assenyalar la presència de moltes espècies en bon estat de conservació. Aquest espai natural protegit té la particularitat de presentar la coexistència entre els elements pirinencs i mediterranis.
Aquests poblaments faunístics tenen una importància notable per la seva diversitat i representativitat en l'àmbit de la muntanya mitjana catalana. Dels mamífers, són molt abundants la geneta (Genetta genetta) i la fagina (Martes foina) i hi figuren espècies de gran interès com el turó (Mustela putorius), la llúdria (Lutra lutra) i el gat salvatge (Felis sylvestris). El cabirol (Capreolus capreolus) i l'isard (Rupicapra pyrenaica), colonitzen algun sector de l'espai des de la seva perifèria. El cérvol (Cervus elaphus), la daina (Dama dama) i el mufló (Ovis musimon), s'han introduït arran de la instal·lació de tancats cinegètics i d'alliberaments.També hi són presents alguns quiròpters, com el ratpenat petit de ferradura (Rhinolophus hipposideros), el ratpenat mediterrani de ferradura (Rhinolophus euryale), el ratpenat orellut mitjà (Myotis blythii), habitant de prats i zones obertes, o el més recentment descobert Myotis bechesteinii.
S'hi troben espècies interessants de l'ornitofauna, com el bitxac rogenc (Saxicola rubetra), que és un nidificant molt escàs a Catalunya. També s'hi presenten el pinsà borroner (Pyrhula pyrhula) i el pigot garser gros (Dendrocopos major).
Aquesta és també segurament la zona més rica en espècies de rapinyaires de tot el Pirineu oriental, entre les quals cal esmentar la presència de l'aligot vesper (Pernis apivorus), l'àguila calçada (Hieraaetus pennatus) i l'àguila daurada (Aquila chrysaetos). El voltor (Gyps fulvus) i l'aufrany (Neophron percnopterus) són presents a l'espai, juntament amb el trencalòs (Gypaetus barbatus), que el freqüenta ocasionalment, especialment a les pastures de la zona del Comanegra.
Espècies d'altres grups ornítics remarcables són el picot negre (Dryocopus martius) i l'escorxador (Laniuscollurio), així com la cotxa cua-roja (Phoenicurus phoenicurus), un nidificant molt escàs a Catalunya.
També es tracta d'una àrea molt diversa en rèptils, on es pot trobar la serp d'Esculapi (Elaphe longuissima), la serp verda (Malpolon monspesulanus), la serp de collaret (Natrix natrix), el llangardaix pirinenc (Lacerta agilis) i d'altres. Pel que fa als amfibis, hi habiten el tritó pirinenc (Euproctus asper), que assoleix el seu límit de distribució oriental al Pirineu, i altres espècies pirinenques, com el tritó verd (Triturus marmoratus) i la salamandra (Salamandra salamandra).
La ictiofauna conté elements interessants, com ara la bagra (Leuciscus cephalus), la truita (Salmo trutta) i el barb de muntanya (Barbus meridionalis).
La fauna invertebrada i, en especial, la cavernícola, són remarcables per l'especial singularitat: coleòpters cavernícoles endèmics (Molopidius spinicollis…), quilòpodes cavernícoles endèmics (Lithobius altotyphlus) i l'escorpí cavernícola endèmic del Pirineu oriental (Belisarius xambeui).
Altrament, també hi són presents alguns cerambícids forestals interessants, com ara Cerambyx cerdo i Lucanus cervus, i lepidòpters, com Maculinea arion, Graellsia isabellae o Proserpinus proserpina.

## Vegetació i flora
Gran part del territori pertany al domini de l'alzinar muntanyenc (Quercetum mediterraneo-montanum) i de la roureda de roure martinenc Buxo-Quercetum pubescentis, que ocupa grans extensions tot i ser substituïda en alguns indrets per pinedes secundàries de pi roig (Pinus sylvestris) i pel domini de la fageda (Fagion sylvaticae). Cal remarcar l'alt interès d'alguns elements que constitueixen singularitats notables i úniques a Catalunya, com és el cas de la poligala (Chamaebuxus vayredae), una planta endèmica d'aquesta zona, realment excepcional, que només es troba en diverses localitats de la vall del Bac.
L'espai conté una de les millors representacions d'alzinars de tot Catalunya. Fins als 900 - 1.000 m, hi predominen els paisatges mediterranis del domini de l'alzinar muntanyenc (Quercetum mediterraneo-montanum) i dels alzinars calcícoles. La singularitat d'aquest espai rau, però, en el fort contrast que té el paisatge vegetal a causa de la incidència dels factors climàtics que determinen una notable diversitat de comunitats vegetals.
La important dissimetria dels vessants es tradueix en alzinars molt ben constituïts que cobreixen els solells (Quercion ilicis) i en boscos submediterranis i eurosiberians a les obagues i fondals humits -rouredes (Quercion pubescentipetraeae), fagedes (Fagion sylvaticae), pinedes de pi roig calcícoles. Les comunitats rupícoles (Saxifragion mediae) dels roquissars i cingleres es troben molt ben representades i tenen una significació especial, amb alguns endemismes molt significatius i importants de la flora catalana, com són el Lithospermum oleifolium i Allium pyrenaicum. La flora criptogàmica també presenta un notable interès per la seva diversitat i singularitat.
Per la seva particularitat, cal remarcar l'interès de la zona del Toix, un petit espai natural que amb prou feines assoleix 1 km², de característiques peculiars dins del paisatge submediterrani de l'Alta Garrotxa. El Toix comprèn una petita àrea del barranc de Miserclòs, subsidiari de la riera de la vall de Carreres.
Els vessants amb fort pendent d'aquest barranc són coberts per una vegetació arbòria constituïda principalment per un arbre molt rar a Catalunya i protegit per la seva legislació, com és el teix (Taxus baccata). Aquestes teixedes, tant per l'abundància del mateix teix com per la seva composició, difícilment es tornen a retrobar al Principat i constitueixen un indret singular per a aquesta espècie dins del Prepirineu català.
Pel caràcter més eixut que presenta el Bac Grillera, hi dominen les comunitats vegetals de caràcter xeròfil i mesoxeròfil, des de l'alzinar fins a les pinedes calcícoles del domini de la roureda de roure martinenc, que cobreixen les obagues per sobre dels 700 m.
Entre els elements que constitueixen els sistemes naturals d'aquest espai, cal subratllar, per la seva singularitat, les brolles xeroacàntiques i oromediterrànies de coixinets espinosos (Erinaceo-Anthyllidetum montanae), adaptades fisonòmicament als efectes de la forta tramuntana que afecta els nivells culminars del massís. Cal remarcar l'interès florístic d'aquestes comunitats, en què diverses espècies troben el seu límit de distribució a les terres catalanes.

## Aspectes socioeconòmics
A l'espai, hi dominen els aprofitaments agrícoles i ramaders, en els quals és present la vaca bruna dels Pirineus així com l'ovella ripollesa. També s'hi realitzen aprofitaments silvícoles i activitats turístiques i cinegètiques. En relació amb les infraestructures i els element humans, s'hi situen masies i instal·lacions de caràcter rural repartides per tot l'espai, a més de pistes forestals, ermites i línies elèctriques. Concretament, l'espai, el travessa una línia d'alta tensió.
- Reserva Nacional de Caça i zones de caça controlada: zona de caça controlada - superfície: 3,90%
- Catàleg d'utilitat pública: el 10,17% de la superfície és al Catàleg de forests d'utilitat pública (CUP) o té algun tipus de conveni amb ajuntaments o particulars.[2]

Usos del sòl
- Boscos - 91,38%
- Vegetació arbustiva i herbàcia - 6,97%
- Terres agrícoles i àrees antròpiques - 0,91%
- Roques, tarteres, glaceres, coves - 0,63%
- Aigües continentals - 0,10%